# Pastor rumano de Mioritza
El Perro pastor de Mioritic es una raza de perro guardián de ganado originario de los montes Cárpatos, en Rumanía.

## Apariencia
El "Mioritic" mide de 65 a 85 cm hasta la cruz y pesa de 50 a 65 kg. Este gran perro está cubierto por una capa gruesa y mullida de pelo que puede ser blanco con o sin gris pálido y manchas de color crema, o completamente crema o gris pálido.

## Temperamento
Este perro de montaña tiene entre sus principales características la de la disciplina. Se trata de un perro calmado y de buenas maneras. Utilizado como protector del ganado, está muy apegado a la familia y va allí donde vayan aquellos a quienes se ataca. Debido a este apego para con sus dueños, su entrenamiento debe comenzar una vez que el cachorro se ha acostumbrado a su entrenador/dueño.

## Salud
Tiene una esperanza de vida de entre 12 y 14 años.

## Historia
La raza está reconocida por la FCI desde el 6 de julio de 2005 en Buenos Aires.